# Gondregnies
Gondregnies (Nederlands: Gondreghem)is een dorp in de Belgische provincie Henegouwen en een deelgemeente van de Waalse gemeente Opzullik. Tot 1 januari 1977 was het een zelfstandige gemeente.

## Bezienswaardigheden
- De Sint-Gorikskerk (Église Saint-Géry) is een neoclassicistisch kerkgebouw uit de 1e helft van de 19e eeuw.
- Het Kasteel van Morval is een kasteel uit de 2e helft van de 18e eeuw dat in de 1e helft van de 19e eeuw nog met twee vleugels werd uitgebreid. Het ligt in een park.

## Natuur en landschap
Bij Gondregnies ontspringt de Dendrette die in zuidwestelijke richting naar de Oostelijke Dender stroomt. De hoogte aan de kerk bedraagt 69 meter.

## Demografische ontwikkeling
- Bronnen:NIS, Opm:1831 tot en met 1970=volkstellingen, 1976= inwoneraantal op 31 december

## Taal
De streek van Opzullik had evenals Edingen en Hove lang een tweetalig karakter. Gedeeltelijk is dit nog steeds het geval; zoals dit tot uiting komt in het volgen van het populaire tweetalig onderwijs in de streek en het feit dat veel ouders hun kinderen naar Nederlandstalige scholen sturen in Vlaanderen.

## Bezienswaardigheden
In Gondregnies staat het Kasteel van Morval.

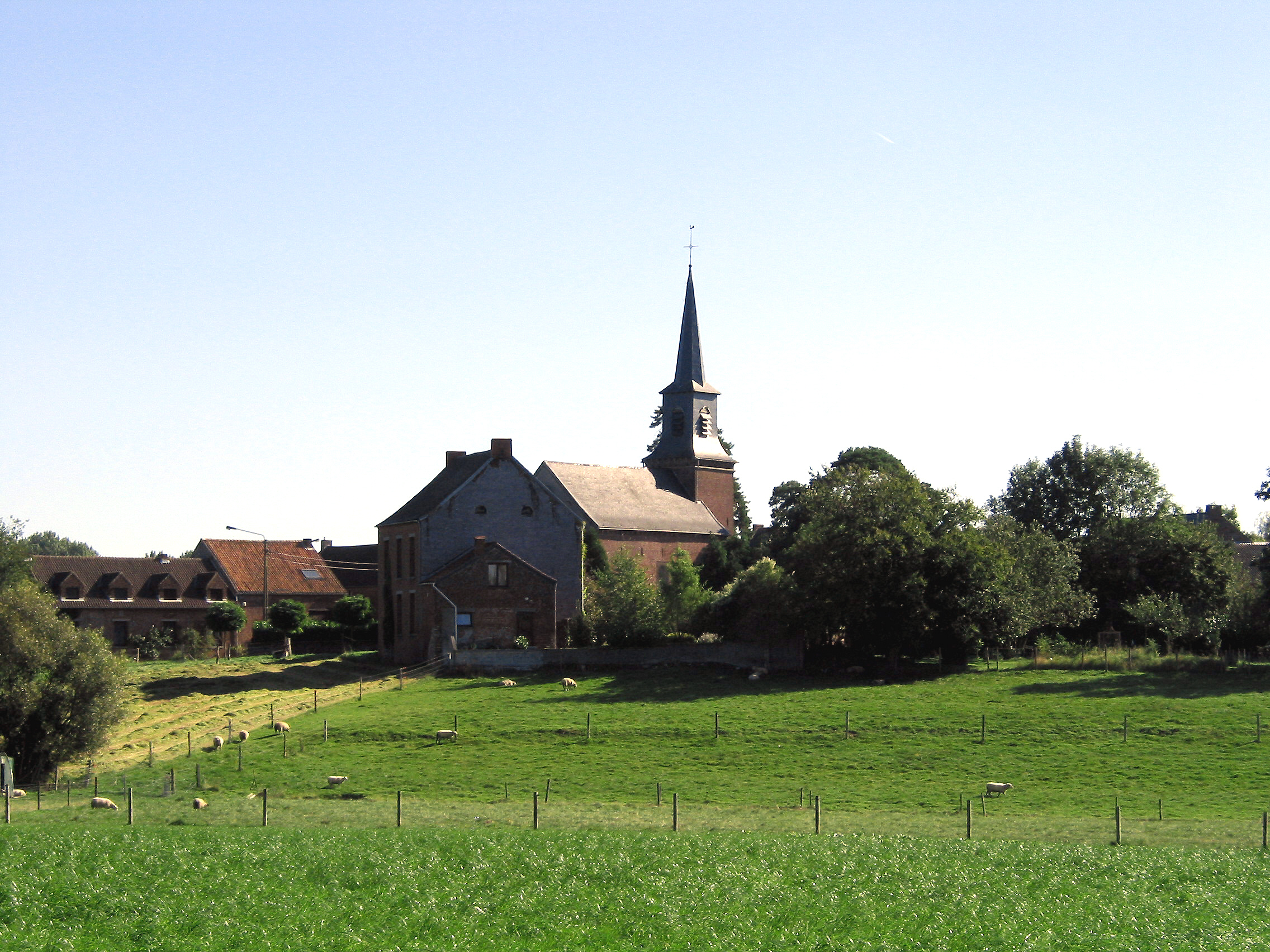
De Sint-Gorikskerk van Gondregnies.
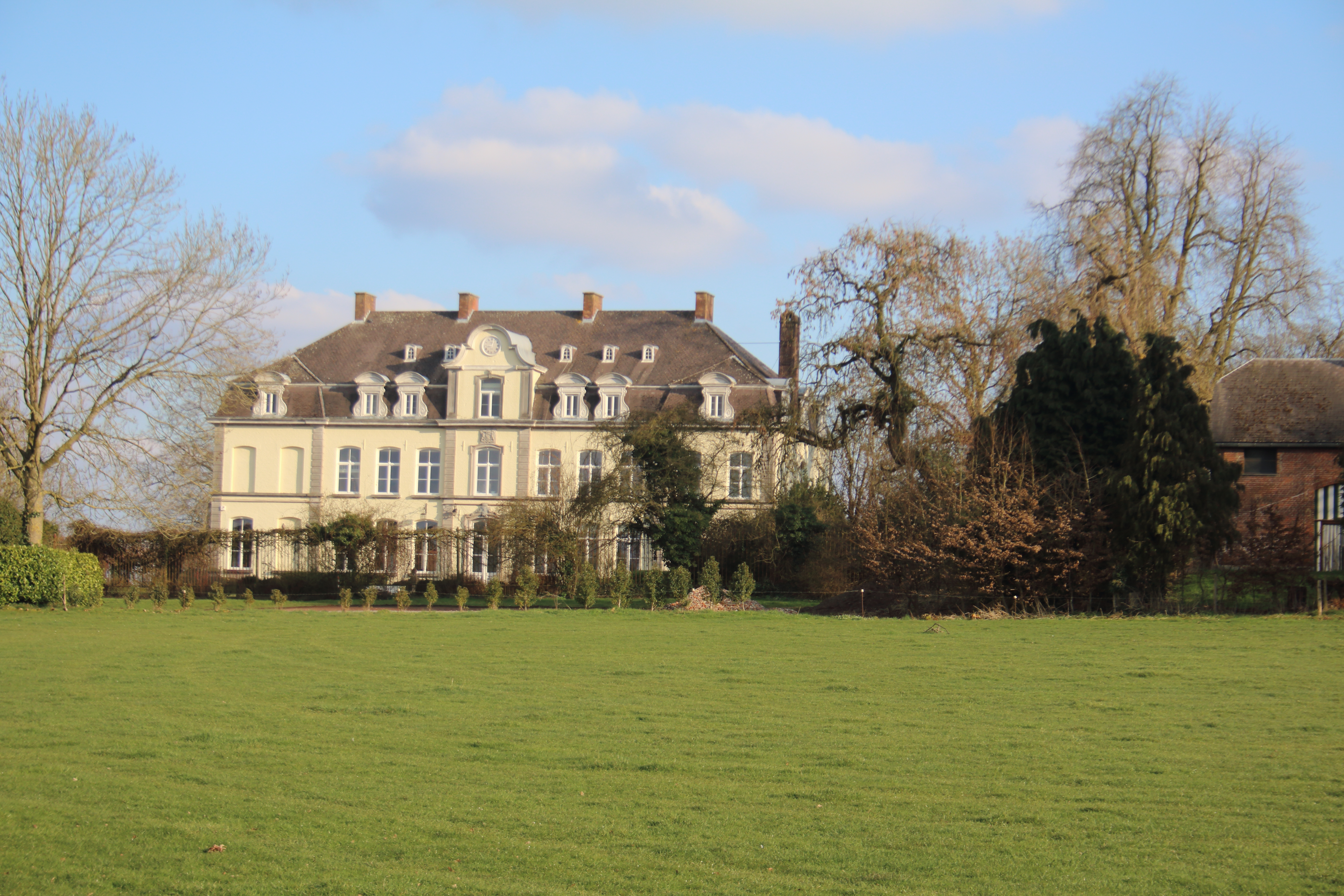
Het Kasteel van Morval

## Nabijgelegen kernen
Gages, Fouleng, Silly, Gibecq